# Istogramma di un'immagine

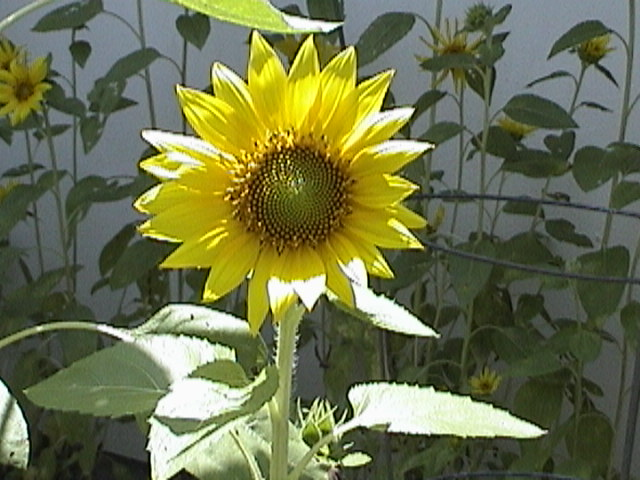
Immagine di fiori

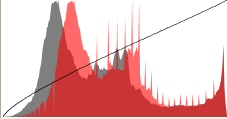
Istogramma dell'immagine

L'istogramma di un'immagine è un tipo di istogramma che rappresenta in modo grafico la distribuzione tonale di un'immagine digitale.
Traccia il numero di pixel per ogni valore tonale. L'utente che osserva l'istogramma di una immagine sarà capace di giudicare a prima vista l'intera distribuzione tonale.
Gli istogrammi delle immagini sono presenti su molte macchine fotografiche digitali.
I fotografi se ne servono come supporto per visualizzare la distribuzione tonale catturata, e se viene perso un dettaglio dell'immagine è stato perso a causa dell'eccesso di luminosità o di ombre eccessivamente scure.
L'asse orizzontale del grafico rappresenta le variazioni tonali, mentre l'asse verticale rappresenta il numero di pixel di quel tono particolare.
La parte sinistra dell'asse orizzontale rappresenta le aree scure e nere, la parte in mezzo le aree grigie e la parte destra le aree bianche e più chiare.
L'asse verticale rappresenta la grandezza dell'area che è stata catturata in ognuna di queste zone.
Così l'istogramma di un'immagine molto luminosa con poche aree scure e/o ombre avrà più punti verso la destra e il centro del grafico, al contrario per un'immagine poco luminosa.

## Sogliatura dell'istogramma
Nel campo della visione artificiale gli istogrammi di immagini sono utili per gli strumenti di thresholding ovvero la sogliatura (individuazione di una soglia per poter segmentare l'immagine in tante aree).
Grazie all'istogramma distribuito come una funzione della variazione tonale, di cui si possono individuare i picchi e le valli, si può individuare un valore soglia.
Il valore soglia si può utilizzare per la segmentazione di immagini, la matrice di co-occorrenza e il riconoscimento dei contorni.
A volte nell'elaborazione delle immagini torna utile sogliare l'istogramma per classificare due tipi di classi presenti nella scena. Esistono diversi metodi che sfruttano caratteristiche differenti dell'immagine. I più noti sono: Otsu, Kippler, Huang and Wang e Kapur.